# Congratulations (album)
Pour les articles homonymes, voir Congratulations.
Albums de MGMT
Oracular Spectacular
(2007) MGMT
(2013)
Congratulations est le deuxième album studio du groupe américain MGMT sorti en avril 2010. Il a longtemps été tenu dans le plus grand secret, mais le groupe a finalement préféré le mettre à disposition de tous sur internet à la suite de fuites sur internet.

## Genèse de l'album
Alors que le groupe est en tournée pour la promotion du disque Oracular Spectacular, Ben Goldwasser et Andrew VanWyngarden rencontrent le futur producteur de Congratulations, Peter Kember ancien-membre du groupe Spacemen 3.
Goldwasser explique qu'à la fin de leur tournée, ils étaient « épuisés, physiquement et psychologiquement, et en même temps très excités ». « Il s’était passé quelque chose d’incroyable dans notre vie, quelque chose que nous n’avons pas vraiment compris », explique-il. Et que le succès du premier album leur permet maintenant de « faire de la musique, et rien d’autres. Jamais nous n’avions pensé que cela serait possible ».

## Caractéristiques de l'album

### Écriture

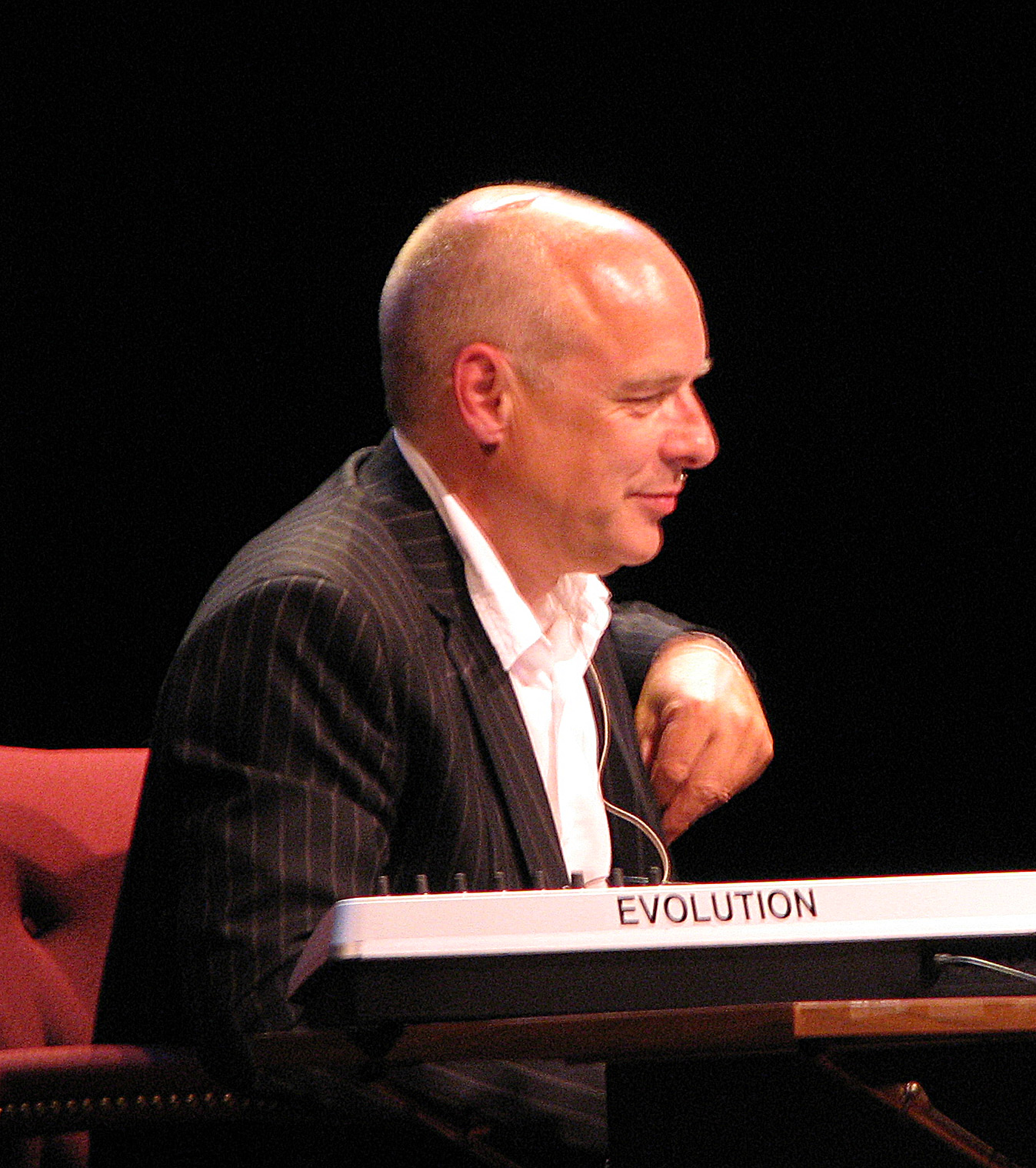
Brian Eno fait l'objet d'une chanson du groupe sur l'album.

Lors d'une entrevue avec Aurélie Sarrot de Métro France, Goldwasser, raconte avoir travaillé avec VanWyngarden « pendant plusieurs mois (...) à Upstate New York, pendant l’hiver ».
La chanson Song For Dan Treacy rend hommage au leader, Dan Treacy, du groupe britannique Television Personalities. VanWyngarden explique au journal Le Monde, que « comme Dan, nous aimons mêler des touches enfantines à des aspects plus sombres ».
La chanson Brian Eno a un « rythme foldingue » qui met en scène Eno comme un « sorcier allumé » qui enseigne « ses théories pop dans une cathédrale » selon Stéphane Davet du Monde. VanWyngarden explique que l'idée de départ était de faire produire le morceau par Eno, mais que les courriels qui ont été envoyés « n'ont pas dû lui parvenir ».
La chanson Siberian Breaks est caractérisée par Bénédicte Rey comme le « pivot » de l'album, présentant une influence directe des Beach Boys selon le magazine Rolling Stone.
La chanson Lady Dada's Nightmare est un morceau instrumental « en forme d'hallucination » pour Bénédicte Rey, qui explique qu'elle « fait directement référence au tourbillon du succès ».

### Enregistrement
L'album a été enregistré dans un studio construit pour l'occasion à Malibu en Californie, et a été produit par Peter Kember, ex-co-leader de l'influent groupe underground Spacemen 3. Ils ont aussi reçu l'aide de Jennifer Herrema, chanteuse du groupe Royal Trux, pour quelques chansons.

### Pochette et artwork
La pochette et l'artwork a été réalisé par « un ami de Peter Kember », Anthony Ausgang. Ausgang a rencontré MGMT lors de l'enregistrement de l'album « dans un manoir à Malibu » alors que l'album était en préparation encore inachevé. Josh Cheuse, directeur artistique de Sony l'a contacté, après que l'album soit terminé, lui expliquant que MGMT désirait « quelque chose qui ressemble à ce qu['il] faisai[t] », en lui donnant « quelques trucs à respecter ».
La pochette montre un personnage bicéphale poursuivit par une vague prête à le submerger à la forme de Sonic ou bien Itchy de Itchy et Scratchy de la série Les Simpson selon Daniel Kreps du magazine Rolling Stone,. VanWyngarden explique qu'il s'est senti « à un moment (...) comme dans un cartoon ou dans un jeu vidéo ».

## Réception

### Critiques
Pour le critique Philippe Azoury du magazine Tsugi, « Congratulations est un disque introspectif ». Azoury précise que l'album « requiert un minimum de trois écoutes pour en appréhender l'extrême complexité. Passées ces exigences, tout coule de source, comme une évidence ». Pour Fabien Bidaud de la Voix du Nord, il s'agit d'une « brillante collection de chansons pop baroques bourrées de références à de talentueux pairs ». Bidaud poursuit en expliquant que « MGMT conserve son originalité en imprimant une fraîcheur et une sorte de féerie à sa musique », et ce grâce « à sa façon d’utiliser les voix ». Bien qu'il déplore le manque de « tube en magasin », il reconnait qu'il s'agit de « neuf morceaux extrêmement bien composés qui confirment le savoir-faire de leurs auteurs ». Cécile Rais de la TSR explique que les « Congratulations » sont « sans aucun doute », « complexe », « exubérantes aussi, et jubilatoires ». Mais poursuit, en expliquant que le groupe est parvenu « à créer un véritable univers dans lequel l'auditeur est ballotté, bousculé, et ce pour son plus grand plaisir ».
Selon les internautes, le deuxième album paraît très décevant à la première écoute, bien loin du psychédélique premier album. L'appréciation totale ne se fait qu'à la seconde, voire la troisième écoute.

## Liste des chansons
| No  | Titre                 | Durée |
| --- | --------------------- | ----- |
| 1.  | It's Working          | 4:05  |
| 2.  | Song For Dan Treacy   | 4:09  |
| 3.  | Someone's Missing     | 2:29  |
| 4.  | Flash Delirium        | 4:15  |
| 5.  | I Found a Whistle     | 3:40  |
| 6.  | Siberian Breaks       | 12:09 |
| 7.  | Brian Eno             | 4:31  |
| 8.  | Lady Dada's Nightmare | 4:31  |
| 9.  | Congratulations       | 3:54  |
| 10. | Inbetween The Liners  | 6:36  |

### Singles
MGMT veut avec son deuxième album se détacher de son image de groupe de pop rock à tubes. Aucun single issu de Congratulations ne sortira, selon l'annonce d'Andrew Vanwyngarden. Pour le groupe, l'album doit s'écouter dans sa totalité et être compris comme une œuvre homogène et indivisible. Si l'album est moins accessible que le premier, c'est parce qu'il est plus travaillé, bien plus expérimental et plus psychédélique que le premier album, alors que ce dernier était déjà qualifié de psychédélique lors de sa sortie.